# Sympycnus platypus
Sympycnus platypus är en tvåvingeart som beskrevs av Becker 1922. Sympycnus platypus ingår i släktet Sympycnus och familjen styltflugor. Inga underarter finns listade i Catalogue of Life.